# Arnold van Gennep

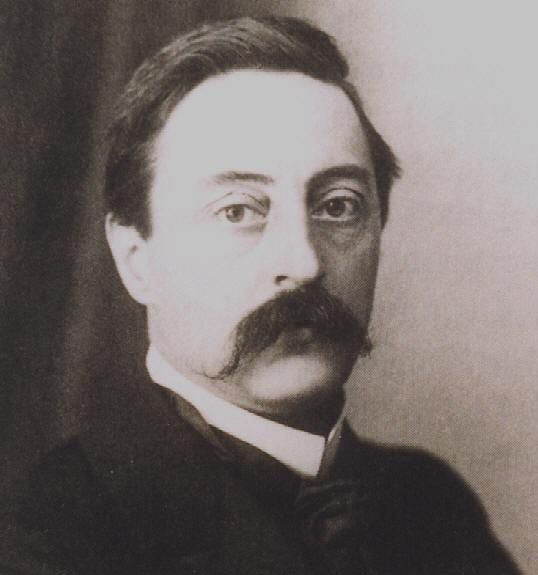
Arnold van Gennep

Arnold van Gennep (* 23. April 1873 in Ludwigsburg; † 7. Mai 1957 in Épernay) war ein deutsch-französischer Ethnologe, der heute vor allem durch seine Arbeit über die so genannten Übergangsriten (französisch rites de passage) bekannt ist.

## Leben
Sein Vater war ein Sohn französischer Einwanderer und Leutnant am Hof im Königreich Württemberg, seine Mutter entstammte einer niederländischen Patrizierfamilie. Als er sechs Jahre alt war, ließen sich seine Eltern scheiden, und die Mutter zog mit ihm nach Frankreich. Einige Jahre später heiratete sie einen Arzt. Gegen den Willen seines Stiefvaters schrieb er sich in Paris an der École des Langues orientales und an der École pratique des hautes études ein, wo er allgemeine Linguistik, Ägyptologie, Alt- und Neuarabisch, Islam- und Religionswissenschaften belegte. Als er 1897 heiratete, kam es zum endgültigen Bruch mit seinen Eltern. 1901 wurde der äußerst sprachbegabte van Gennep Leiter der Übersetzungsabteilung des Landwirtschaftsministeriums.
In diese Zeit fällt auch der Beginn seiner wissenschaftlichen Laufbahn. 1908 gab er seine Stellung bei der Regierung auf und finanzierte den Lebensunterhalt für seine vierköpfige Familie freiberuflich als Autor, Übersetzer und Vortragender. In der ersten Hälfte seiner Schaffensperiode befasste sich van Gennep vor allem mit außereuropäischen Kulturen. So hielt er sich 1911 und 1912 insgesamt fünf Monate zur Feldforschung bei den Kabylen in Algerien auf. Während seiner zweiten Schaffensperiode erforschte er überwiegend die Ethnographie Frankreichs.
Von 1912 bis 1915 war er Inhaber des Lehrstuhles für Ethnographie in Neuenburg (Schweiz), seiner einzigen akademischen Lehrtätigkeit. Er verlor diese Anstellung, da er die Schweiz während des Ersten Weltkriegs der Verletzung ihrer Neutralität durch deutschlandfreundliche Politik bezichtigte. Da er auch ausgewiesen wurde, kehrte er nach Frankreich zurück und leistete seinen Militärdienst als Lehrer in Nizza. Sein Nachfolger als Professor für Ethnographie in Neuenburg war Charles Knapp, Konservator des Völkerkundemuseums der Stadt Neuenburg.
Nach Kriegsende arbeitete er vier Jahre für das Informationsbüro des französischen Außenministeriums in Paris. 1922 unternahm er eine ausgedehnte Vortragsreise durch die USA und Kanada. Er lebte dann sechs Monate lang als Hühnerzüchter in Südfrankreich, bevor er in sein Haus in Bourg-la-Reine zurückkehrte und seine wissenschaftliche Arbeit wieder aufnahm. Nach dem Zweiten Weltkrieg erhielt er ein Forschungsstipendium des Centre national de la recherche scientifique, so dass er sich ganz auf die Veröffentlichung seines Monumentalwerkes Le manuel de folklore français contemporain konzentrieren konnte.
Zeit seines Lebens war van Gennep ein Außenseiter des wissenschaftlichen Lebens, der sich durch nonkonformistische Theorien von der Lehrmeinung seiner Zeit abgrenzte. Vor allem durch Émile Durkheim und seine Schule wurden seine Erkenntnisse nicht anerkannt.
Arnold van Genneps Konzept der Passagenriten und seine Dreiphasentheorie wurden vor allem von dem schottischen Ethnologen Victor Turner (1920–1983) weiterentwickelt.

## Les rites de passage

### Anliegen
Eines der zentralen Anliegen van Genneps in seinem Hauptwerk Les rites de passage (deutsch: Übergangsriten) aus dem Jahr 1909 war, aufzuzeigen, dass Rituale nicht isoliert, fragmentiert und aus ihrem gesellschaftlichen Kontext herausgerissen untersucht werden können. Vielmehr fand van Gennep in seiner vergleichenden Analyse zahlreicher Rituale aus den verschiedensten geographischen Räumen und historischen Zeiten einen Typus von Ritualen, der eine atomistische und rigide Klassifizierung ebenso wie eine statische Kategorisierung ausschloss. Rituale können demnach nicht allein aufgrund formaler Ähnlichkeiten und Analogien klassifiziert werden, ohne ihre inneren Mechanismen, ihre Logik, Bedeutung und Funktion zu beachten.

### Die Gesellschaft als strukturiertes Haus
Für van Gennep gleicht die Gesellschaft dabei einem Haus, das aus verschiedenen Räumen besteht, die durch Flure miteinander verbunden sind. Während diese Räume in nicht-industrialisierten, segmentären, indigenen Gesellschaften in Form von starken Differenzierungen zwischen Geschlechtergruppen, Altersgruppen, Familien oder Stammesgruppen noch deutlich voneinander getrennt sind, hätten die Grenzen und Übergänge in modernen, industriellen Gesellschaften mit zunehmender Arbeitsteilung an Bedeutung verloren oder seien wie im Falle von Berufsgruppen vielmehr von ökonomischer oder intellektueller Natur. In den von ihm analysierten prä-modernen Gesellschaften hingegen erfordere „jede Veränderung, jeder Übergang im Leben eines Individuums, teils sakrale, teils profane Aktionen und Reaktionen, die reglementiert und überwacht werden müssen, damit die Gesellschaft weder als Ganzes in Konflikt gerät, noch Schaden nimmt.“
Diese Übergänge, die von den von ihm herangezogenen Gesellschaften als schwerwiegend angesehen werden – sie werden mit dem Motiv von Tod und Wiedergeburt im rituellen Ablauf verdeutlicht und assoziiert – können nicht ohne eine Zwischenstufe erfolgen, in der das Individuum oder eine Gruppe symbolisch sterben und seinen bzw. ihren früheren Status ablegen und zerstören muss.

### Strukturschema der Übergangsriten
Zu Übergangsriten zählte van Gennep Rituale des räumlichen oder zeitlichen Wechsels ebenso wie solche des Zustands-, Positions-, Status- und Altersgruppenwechsels, ohne freilich zu behaupten, dass schlechthin alle Riten Übergangsriten darstellten. Übergangsriten verfolgen nach van Gennep stets das gleiche Ziel: das Individuum von einer genau definierten Situation in eine ebenso klar definierte und strukturierte Situation zu überführen. Sie folgen auch sämtlich einem ähnlichen Phasenmodell, einer analogen Abfolgeordnung. Die verschiedenen Phasen dieses rituellen Komplexes stehen dabei in einer notwendigen Abfolge. Diese (von Victor Turner aufgenommene und weiterentwickelte) Dreiphasenstruktur von Übergangsritualen besteht aus
1. Trennungsriten (rites de séparation)
2. Übergangs- bzw. Schwellenriten (rites de marge)
3. und den rituellen Zyklus abschließende Angliederungsriten (rites d'agrégation)

Als Modell für alle Arten zieht van Gennep „räumliche Übergänge“ heran, wie die bereits angeführte Gleichsetzung von Gesellschaft und Wohnstätte verdeutlichen soll. Nicht nur, dass das Passieren einer räumlichen Grenze oft Bestandteil und Ausdruckselement von Übergangsriten aller Art ist, sondern Riten beinhalten generell ein räumliches Anschauungsmodell der Überschreitung von Grenzen, wie van Gennep an einer Vielzahl von Beispielen, wie Initiationsriten, Hochzeitsriten, Geburts- oder Bestattungsriten aufzuzeigen versucht. Exemplarisch steht hierfür die Schwelle eines Hauseinganges, die den Übergang zwischen öffentlicher und privater Sphäre markiert und symbolisiert. Diese Schwelle bildet eine Art Niemandsland, ein „betwixt and between“ wie Victor Turner es gut 60 Jahre später in Anlehnung an van Gennep beschreiben sollte.
Trennungsriten bringen die Loslösung aus einem früheren Zustand (sozialer, kosmischer oder vegetativer Natur) zum Ausdruck. Angliederungsriten manifestieren eine neue, mit entsprechenden Rechten und Pflichten verbundene Position im Leben durch symbolische Handlungen, wie das gemeinsamen Mahl, den Austausch von Gaben, rituellen Geschlechtsverkehr, das Anlegen von statusentsprechenden Insignien oder die Namensgebung. Gegenüber diesen klar definierten Anfangs- und Endpunkten ist die Schwellenphase durch Momente des Unbestimmten, nicht Klassifizierbaren gekennzeichnet, bei denen die Beteiligten außerhalb des gesellschaftlichen Lebens stehen. Die gewöhnlichen ökonomischen und rechtlichen Beziehungen sind verändert, manchmal außer Kraft gesetzt. Soziale Regeln sind aufgehoben, die Initianten gelten gleichzeitig als „heilig“ und „unrein“, bzw. gefährlich und werden als tot betrachtet.
In dieser Zeit des Übergangs werden die Individuen oder Gruppen in ihrer neuen Lebensführung unterrichtet, in das Stammesrecht eingeführt, erhalten religiöse Unterweisung und werden mit den sacra der Gemeinschaft in Kontakt gebracht. Nacktheit, körperliche Verstümmelungen, Demütigungen, körperliche und geistige Schwächungen sollen dabei eine sichtbare und unumkehrbare Loslösung und gleichzeitige Angliederung in eine neue Gruppe herbeiführen und kontrollieren. Der Übergang von einer sozialen Kategorie in eine andere wird unter den Vorsichtsmaßnahmen des Rituals vollzogen und stellt das Gleichgewicht der sozialen Ordnung wieder her.

### Funktion der Übergangsriten
Alle Übergänge und Brüche, die das Leben selbst notwendig macht, stellen nach van Gennep eine Gefahr für die statische Gesellschaftsordnung dar. Die Funktion der Übergangsriten ist hiernach, die Dynamik des gesellschaftlichen Lebens zu kontrollieren bzw. abzuschwächen und die Ordnung der klar strukturierten Gesellschaft aufrechtzuerhalten. Dem Verschieben der „magisch-religiösen Kreise“, sprich Klassifikations- und Strukturmuster, die jede individuelle und gesellschaftliche Veränderung beinhaltet, und der daraus resultierenden Störung des sozialen und individuellen Lebens wird mit Riten begegnet, die diese überwachen, herbeiführen und begleiten. Rituale sind für van Gennep „soziale Notwendigkeiten“. In diesem Sinne zeigt er sich, auch wenn er zeit seines Lebens kein bedeutender Theoretiker war und seine theoretischen Überlegungen nur durch Wiederholung an Überzeugungskraft gewinnen, als einer der Vorläufer des Funktionalismus', der die Bedeutung des Rituals für die Kohäsion der Gesellschaft verdeutlichte. Seinen Fokus zudem auch auf das innere Strukturschema und die Interrelationen der Ritualphasen von Übergangsriten legend, trägt sein Werk zudem einige strukturalistische Züge.
Die Tatsache, dass van Gennep sein Material, wie Schomburg-Scherff betont, in „Form ungeschliffener Diamanten“ entfaltete, ließ es „offen“ für weitere Entwicklungen und Rezeptionen, wobei Victor Turner wie eingangs erwähnt am nachhaltigsten von der Arbeit van Genneps beeinflusst werden sollte.

## Werke
- Manuel de folklore français contemporain. Picard, Paris 1988
- Mythes et légendes d'Australie. Étude d'ethnographie et de sociologie. Guilmoto, Paris 1905
- Les semi-savants. Mercure de France, Paris 1911 (Digitalisat)
- Tabou et totémisme à Madagascar. Étude descriptive et théoretique. Leroux, Paris 1904
- Les rites de passage. 1909. Deutsch: Übergangsriten. Campus-Verlag, Frankfurt/M. 2005, ISBN 3-593-37836-1